# Honczary (rejon świsłocki)
Honczary, (biał. Ганчары, Hanczary; ros. Гончары, Gonczary; pol. hist Gończary) – wieś na Białorusi, w obwodzie grodzieńskim, w rejonie świsłockim, w sielsowiecie Świsłocz, nad Świsłoczą.

## Historia
W XIX i w początkach XX w. położone były w Rosji, w guberni grodzieńskiej, w powiecie wołkowyskim, w gminie Świsłocz.
W dwudziestoleciu międzywojennym leżały w Polsce, w województwie białostockim, w powiecie wołkowyskim, w gminie Świsłocz. W 1921 miejscowość liczyła 62 mieszkańców, zamieszkałych w 18 budynkach, w tym 46 Białorusinów, 13 Polaków i 3 Żydów. 47 mieszkańców było wyznania prawosławnego, 12 rzymskokatolickiego i 3 mojżeszowego.
Po II wojnie światowej w granicach Związku Sowieckiego. Od 1991 w niepodległej Białorusi.